# Franz X. Eder
Franz X. Eder (* 1958) ist ein österreichischer Historiker.

## Leben
Nach der Promotion zum Dr. phil. an der Universität Wien (Sexualproportion und Arbeitsorganisation. Sozial- und wirtschaftsgeschichtliche Aspekte einer demographischen Kennzahl – dargestellt anhand von Bevölkerungszählungen aus dem Land Salzburg vom 17. zum 19. Jahrhundert) 1987 war Eder von 1994 bis 2001 Universitätsassistent am dortigen Institut für Wirtschafts- und Sozialgeschichte. Im Anschluss an die Habilitation (Durchtränktsein mit Geschlechtlichkeit. Zur Sozial- und Kulturgeschichte der sexuellen Begierde vom 17. bis zum 20. Jahrhundert) ebenda 2001 wurde er dort 2011 zum Professor für Wirtschafts- und Sozialgeschichte ernannt. 2023 wurde er pensioniert.
Seine Forschungsschwerpunkte sind Geschichte der Familie und Arbeit/sorganisation, Konsumgeschichte, Sexualitätsgeschichte, neue Medien im Geschichtsunterricht und in der universitären Lehre und Diskursanalyse.

## Schriften (Auswahl)
- Kultur der Begierde. Eine Geschichte der Sexualität. München 2009, ISBN 978-3-406-57738-3.
- Homosexualitäten. Diskurse und Lebenswelten 1870–1970. Weitra 2011, ISBN 3-902416-13-0.
- mit Hubert Christian Ehalt und Suleika Mundschitz: Sex zwischen Befreiung und neuer Disziplinierung. Wien 2016, ISBN 3-7117-3001-9.
- Eros, Wollust, Sünde. Sexualität in Europa von der Antike bis in die Frühe Neuzeit. Frankfurt am Main 2018, ISBN 3-593-50954-7.